# SBP-Tag
Das SBP-Tag (von englisch Streptavidin binding peptide tag) ist ein Protein-Tag, das in der Biochemie zur Proteinreinigung und zum -nachweis verwendet wird.

## Eigenschaften
Das SBP-Tag wird unter anderem zur Affinitätschromatographie und zu Pulldown-Assays verwendet. Es hat die Aminosäuresequenz MDEKTTGWRGGHVVEGLAGELEQLRARLEHHPQGQREP. Das SBP-Tag wurde per mRNA-Display erzeugt. Die Selektion erfolgte im Hochdurchsatz unter Inkubation von einer Peptid-Bibliothek mit Streptavidin-Agarose und einer Elution mit Biotin. Das SBP-Tag bindet an Streptavidin mit einer Dissoziationskonstante von 2,5 nM. Die Elution erfolgt durch Zugabe von Biotin unter nativen Bedingungen.

## Anwendungen
Das SBP-Tag wird unter anderem als einer der beiden Trennschritte im Zuge einer Tandem Affinity Purification verwendet.